# Warrumbungles
Warrumbungles är en bergskedja i Australien. Den ligger i delstaten New South Wales, i den sydöstra delen av landet, omkring 330 kilometer nordväst om delstatshuvudstaden Sydney.
I omgivningarna runt Warrumbungles växer huvudsakligen savannskog. Trakten runt Warrumbungles är nära nog obefolkad, med mindre än två invånare per kvadratkilometer. Genomsnittlig årsnederbörd är 725 millimeter. Den regnigaste månaden är februari, med i genomsnitt 143 mm nederbörd, och den torraste är oktober, med 9 mm nederbörd.